# خانه کیانی
خانه کیانی مربوط به دوره قاجار است و در شهرستان زابل، بخش شهرکی و نارویی، روستای قلعه نو واقع شده و این اثر در تاریخ ۳۰ تیر ۱۳۸۴ با شمارهٔ ثبت ۱۲۲۹۳ به‌عنوان یکی از آثار ملی ایران به ثبت رسیده است.